# Synichotritia longipila
Synichotritia longipila är en kvalsterart som beskrevs av Wojciech Niedbała 2002. Synichotritia longipila ingår i släktet Synichotritia och familjen Synichotritiidae. Inga underarter finns listade i Catalogue of Life.